# Avianca Pérou
Nous croyons en une Amérique plus grande et en un monde plus petit.
Avianca Perú anciennement appelée TACA Perú, est la deuxième principale compagnie aérienne péruvienne, fondée en 1999 et disparue en 2020. Ses activités principales sont le transport de passagers, de fret ainsi que la maintenance et l'entretien des avions. Elle dessert les principaux aéroports domestiques, ainsi qu'un très grand nombre de destinations étrangères. Sa plate-forme de correspondance principale est l'aéroport international Jorge-Chávez avec lequel elle entretient de nombreux accords d'exploitation.

## Histoire
TACA Airlines, American Airlines, Avianca cimentent une alliance à travers la création conjointe d'une nouvelle société holding. Ensemble, Avianca et TACA desservent plus de cent destinations en Amérique et en Europe. 
En mars 2011, AviancaTaca holding effectue une émission d'actions sur le marché colombien, recevant soixante mille demandes d'investissement. Le groupe aérien recueille plus de 1,6 milliard de dollars, soit près de six fois le montant offert.
Avianca et TACA sont acceptés comme membres de Star Alliance, une alliance aérienne globale plus importante en termes de vols quotidiens, les destinations, les pays où la compagnie dessert et le nombre.
Le 10 mai 2020, sa compagnie mère Avianca annonce l'annulation des opérations au Pérou et le début d'un processus de liquidation et de fermeture d'Avianca Perú S.A., mettant ainsi fin aux activités de la compagnie aérienne après 21 années de service.

## Partenariat

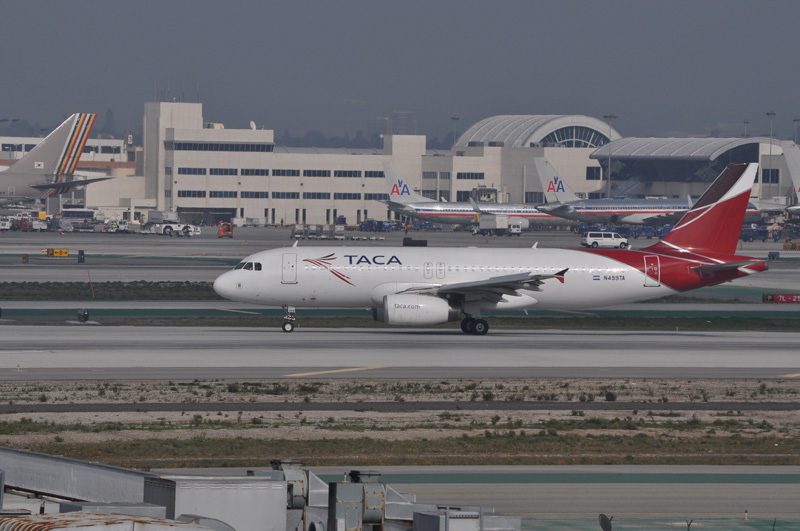
A320 de TACA à Los Angeles (États-Unis).

TACA a noué des relations commerciales (partage de code) avec différentes compagnies aériennes : 
- United Airlines, propose 126 destinations, en Asie, Océanie, Europe et les États-Unis.
- Aerosur, en partenariat avec TACA Peru, propose à destination de la Bolivie, La Paz et Santa Cruz.
- Air France, partenariat signé en 2001, facilite aux passagers arrivant d'Europe une inter-connexion vers les trois Amériques, TACA réalise pour le compte d'Air France au départ de Miami les vols à destination de :
  - San Salvador
  - San Pedro Sula
  - Guatemala
  - Managua
- Avianca, propose des vols à destination de Medellín et Cali, en Colombie.
- Iberia, partenaire depuis octobre 2004. Sur les vols au départ de Madrid pour Guatemala, San José et Panama. Les passagers profitent du partage de code avec TACA et/ou LACSA, offrant ainsi aux passagers de plus grandes possibilités de vols directs ou avec escales sur l'ensemble du réseau de TACA.
- TAM Linhas Aéreas, partenaire depuis avril 2006 réalise des connexions à destination de :
  - Rio de Janeiro
  - Salvador
  - Recife

## Flotte
La flotte de TACA Peru inclut les appareils suivant au mois de décembre 2014

## Destinations
Ce sont les destinations que la compagnie opère.

### Vols nationaux
| Ciudad           | Código de Aeropuerto | Código de Aeropuerto | Nombre del Aeropuerto                                          | Notas |
| Ciudad           | IATA                 | ICAO                 | Nombre del Aeropuerto                                          | Notas |
| ---------------- | -------------------- | -------------------- | -------------------------------------------------------------- | ----- |
| Pérou            |                      |                      |                                                                |       |
| Arequipa         | AQP                  | SPQU                 | Aéroport Rodriguez Ballon                                      |       |
| Chiclayo         | CIX                  | SPHI                 | Aéroport International Capitaine FAP José A. Quiñones          |       |
| Cuzco            | CUZ                  | SPZO                 | Aéroport international Alejandro Velasco Astete                |       |
| Juliaca          | JUL                  | SPJL                 | Aéroport international Inca Manco Cápac                        |       |
| Lima             | LIM                  | SPIM                 | Aéroport international Jorge-Chávez                            | HUB   |
| Piura            | PIU                  | SPUR                 | Aéroport International Capitaine FAP Guillermo Concha Iberico  |       |
| Puerto Maldonado | PEM                  | SPTU                 | Aéroport International de Puerto Maldonado                     |       |
| Tarapoto         | TPP                  | SPST                 | Aéroport Commandant FAP Guillermo del Castillo Paredes         |       |
| Trujillo         | TRU                  | SPRU                 | Aéroport international Capitán FAP Carlos Martinez de Pinillos |       |

### Vols internationaux
| Ciudad                  | Código de Aeropuerto | Código de Aeropuerto | Nombre del Aeropuerto                              | Notas            |                  |
| Ciudad                  | IATA                 | ICAO                 | Nombre del Aeropuerto                              | Notas            |                  |
| Amérique du Nord        | Amérique du Nord     | Amérique du Nord     | Amérique du Nord                                   | Amérique du Nord | Amérique du Nord |
| ----------------------- | -------------------- | -------------------- | -------------------------------------------------- | ---------------- | ---------------- |
| États-Unis              |                      |                      |                                                    |                  |                  |
| Miami                   | MIA                  | KMIA                 | Aéroport international de Miami                    |                  |                  |
| Mexique                 |                      |                      |                                                    |                  |                  |
| Ciudad de México        | MEX                  | MMMX                 | Aéroport international de Mexico                   |                  |                  |
| Caraïbes                |                      |                      |                                                    |                  |                  |
| Cuba                    |                      |                      |                                                    |                  |                  |
| La Habana               | HAV                  | MUHA                 | Aéroport international José Martí                  |                  |                  |
| République dominicaine  |                      |                      |                                                    |                  |                  |
| Saint-Domingue          | SDQ                  | MDSD                 | Aéroport international Las Américas                |                  |                  |
| Amérique centrale       |                      |                      |                                                    |                  |                  |
| Costa Rica              |                      |                      |                                                    |                  |                  |
| San José                | SJO                  | MROC                 | Aéroport international Juan Santamaría de San José |                  |                  |
| Salvador                |                      |                      |                                                    |                  |                  |
| San Salvador            | SAL                  | MSLP                 | Aéroport international de San Salvador             |                  |                  |
| Amérique du Sud         |                      |                      |                                                    |                  |                  |
| Argentine               |                      |                      |                                                    |                  |                  |
| Buenos Aires            | EZE                  | SAEZ                 | Aéroport international Ezeiza                      |                  |                  |
| Bolivie                 |                      |                      |                                                    |                  |                  |
| La Paz                  | LPB                  | SLLP                 | Aéroport international El Alto                     |                  |                  |
| Santa Cruz de la Sierra | VVI                  | SLVR                 | Aéroport international de Viru Viru                |                  |                  |
| Brésil                  |                      |                      |                                                    |                  |                  |
| Porto Alegre            | POA                  | SBPA                 | Aéroport international Salgado Filho               |                  |                  |
| Rio de Janeiro          | GIG                  | SBGL                 | Aéroport international de Rio de Janeiro-Galeão    |                  |                  |
| São Paulo               | GRU                  | SBGR                 | Aéroport international de Guarulhos                |                  |                  |
| Chili                   |                      |                      |                                                    |                  |                  |
| Antofagasta             | ANF                  | SCFA                 | Aéroport National Andrés Sabella Gálvez            |                  |                  |
| Santiago                | SCL                  | SCEL                 | Aéroport international Arturo-Merino-Benítez       |                  |                  |
| Colombie                |                      |                      |                                                    |                  |                  |
| Bogota                  | BOG                  | SKBO                 | Aéroport international El Dorado                   |                  |                  |
| Cali                    | CLO                  | SKCL                 | Aéroport international Alfonso-Bonilla-Aragón      |                  |                  |
| Medellín                | MDE                  | SKRG                 | Aéroport international José-María-Córdova          |                  |                  |
| Équateur                |                      |                      |                                                    |                  |                  |
| Quito                   | UIO                  | SEQU                 | Aéroport international de Mariscal Sucre           | Focus City       |                  |
| Guayaquil               | GYE                  | SEGU                 | Aéroport international José Joaquín de Olmedo      |                  |                  |
| Paraguay                |                      |                      |                                                    |                  |                  |
| Asuncion                | ASU                  | SGAS                 | Aéroport international Silvio Pettirossi           |                  |                  |
| Uruguay                 |                      |                      |                                                    |                  |                  |
| Montevideo              | MVD                  | SUMU                 | Aéroport international de Carrasco                 |                  |                  |
| Venezuela               |                      |                      |                                                    |                  |                  |
| Caracas                 | CCS                  | SVMI                 | Aéroport international Maiquetía - Simón Bolívar   |                  |                  |